# Kościół Ugandy
Kościół Ugandy (ang. Church of Uganda) – anglikański Kościół w Ugandzie, będący członkiem Wspólnoty Anglikańskiej. Obecnie posiada 34 diecezje, na czele których stoją biskupi. Od grudnia 2012 roku prymasem i arcybiskupem jest metropolita Stanley Ntagali. Według danych Operation World w 2010 roku Kościół miał 12,2 miliona wiernych (36,1% populacji) w 14 600 miejscach kultu.
Pierwszymi misjonarzami anglikańskimi w Ugandzie byli Shergold Smith i CT Wilson z Church Mission Society (CMS). Przybyli oni do Ugandy w czerwcu 1877 roku.